# Gouan (Fluss)
Der Gouan (sehr oft auch Südlicher Bafing) ist der erste große rechtsseitige Nebenfluss des Sassandra in Guinea und der Elfenbeinküste.

## Verlauf
Der Fluss ist etwa 280 km lang und entspringt in der Region Nzérékoré, in Guinea auf einer Höhe von 1180 m. Er fließt, wie der Oberlauf der Sassandra, in südöstliche Richtung. Nach über 100 km Fließweg, nimmt er von rechts seinen ersten größeren Nebenfluss, den Bogho, und kurz darauf von links den zweiten, Koue, auf. Bald darauf bilden ein Stück des Hauptstroms (20 km) und des linken Nebenflusses Ya (35 km) die Grenze zwischen Guinea und der Elfenbeinküste. Nach dem Verlassen der Grenze, bildet er für knapp 100 km die Grenze zwischen dem Distrikt Montagnes und der Region Bafing im Distrikt Woroba, bis diese von seinem linken Nebenfluss, dem Koba, weitergeführt wird. 15 km weiter durchfließt er den Nationalpark Mont Sangbé. Auf den letzten Kilometern bildet der Gouan die Südgrenze des National Parks, um schließlich wieder an der Grenze zum Distrikt Woroba, etwa 50 km westlich von Séguéla, in den Sassandra zu münden.
Es befinden sich viele Stromschnellen in seinem Verlauf. Seine durchschnittliche Steigung ist mit über 3 ‰  hoch. Der Fluss hat ein hohes Potenzial für die Erzeugung von Wasserkraft.

## Hydrometrie
Die Durchflussmenge des Gouan wurde am Pegel Badala bei etwa 70 % des Einzugsgebietes, über die Jahre 1961 bis 2001, in m³/s gemessen.